# Hinterweidenthal
Hinterweidenthal település Németországban, Rajna-vidék-Pfalz tartományban. Lakosainak száma 1536 fő (2023. december 31.).

## Népesség
A település népességének változása:
| Lakosok száma | 1811 | 1531 | 1553 | 1540 | 1543 | 1536 |
|               | 1975 | 2017 | 2019 | 2021 | 2022 | 2023 |